# Fauziya Kassindja
Fauziya Kassindja née en 1977 à Kpalimé, Togo, également connue sous le nom de Fauzia Kasinga, est l'autrice de Do They Hear You When You Cry ?. Le livre autobiographique est l'histoire de son refus de se soumettre au kakia, le rituel togolais de mutilation génitale féminine et d'un mariage forcé.

## Biographie
Fauziya Kassindja née en 1977 à Kpalimé, Togo. Elle a refusé de se soumettre au kakia, le rituel togolais de mutilation génitale féminine et d'un mariage forcé,, une épreuve qu'elle raconte dans son livre autobiographique Do They Hear You When You Cry ?. 
Sa mère l'aide à s'enfuir et elle se rend en Allemagne, où elle obtient un faux passeport, puis aux États-Unis où elle informe immédiatement les autorités de l'immigration que ses documents étaient faux et demande l'asile mais est emprisonnée,.
La famille de Kassindja a engagé une étudiante en droit, Layli Miller Bashir, pour plaider en faveur de sa demande d'asile, qui à son tour a fait appel à l'aide de Karen Musalo, experte en droit des réfugiés et alors directrice par intérim de la clinique des droits de l'homme internationale de l'American University. Fauziya Kassindjaa obtient l'asile le 13 juin 1996, dans la décision historique Affaire de Kasinga,.
En 2002, Kassindja a rédigé un essai intitulé Remaining Whole While Behind Bars pour le livre That Takes Ovaries !: Les femmes audacieuses et leurs actes effrontés (Three Rivers Press, 2002). Elle vit à Alexandria, en Virginie.